# Aramaio
Aramaio è un comune spagnolo  situato nella provincia di Álava, comunità autonoma dei Paesi Baschi.